# Emanuel Polak

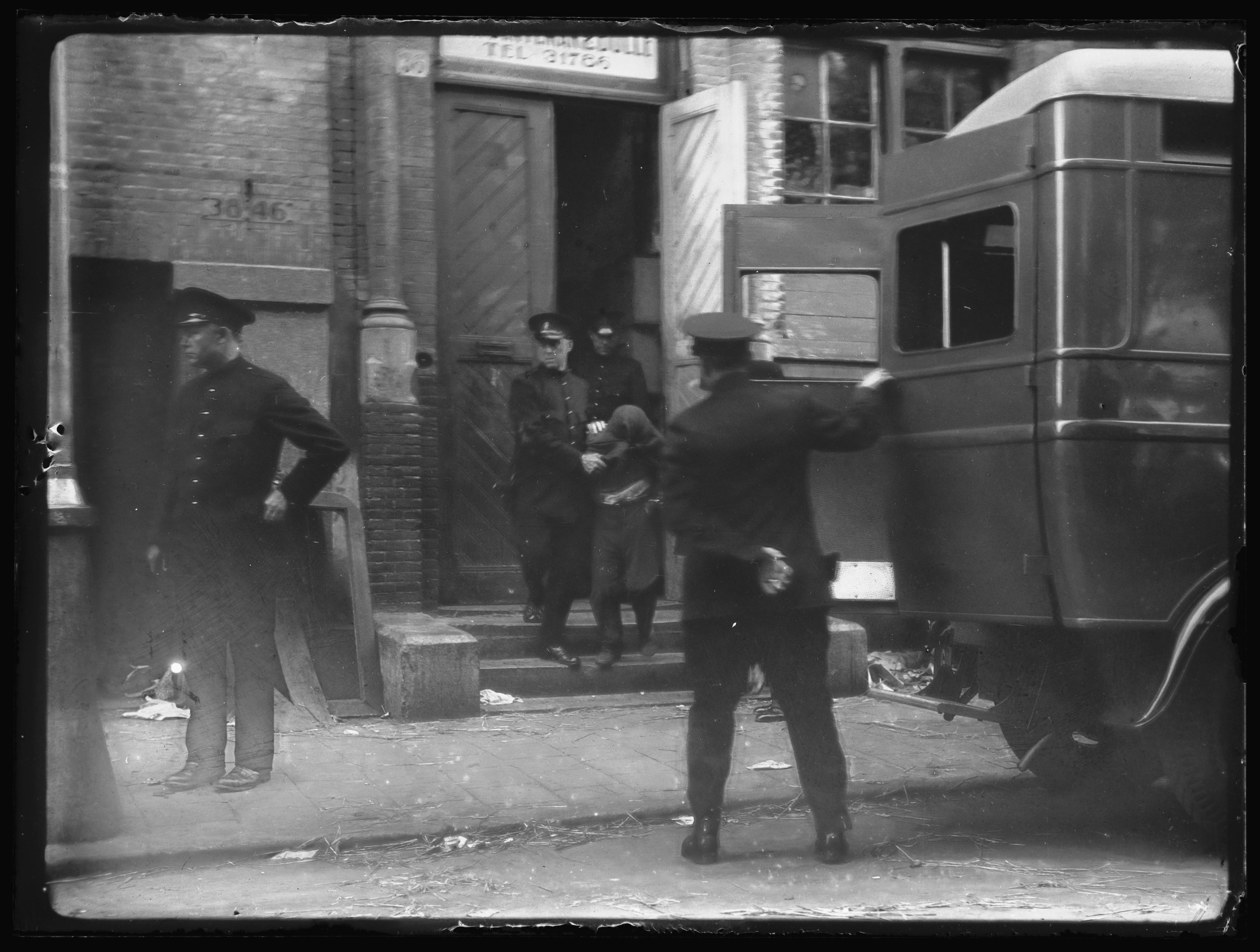
Emanuel Polak wordt in 1934 naar de arrestantenwagen geleid.

Emanuel Polak (Amsterdam, 13 mei 1913 - Utrecht, 26 juli 1964) was een Nederlands lustmoordenaar, die vooral bekend werd als de verkrachter en moordenaar van het 7-jarige meisje Sara Beugeltas.

## Biografie
Polaks vader verliet zijn moeder toen hij zeven jaar oud was. Zijn twee zussen overleden op jonge leeftijd. Daarnaast had hij nog drie broers. Emanuel Polak kwam als 16-jarige al in contact met het gerecht. Hij werd vanwege seksueel misbruik van jongens en meisjes in 1929 naar een Amsterdams Observatiehuis gestuurd. In 1932 werd hij vrijgelaten, maar in april 1933 werd hij opnieuw gearresteerd omdat hij een jongetje had aangerand. Men veroordeelde hem tot drie maanden cel en sloot hem opnieuw op in het gesticht.
In juli 1933 verklaarde de firma Groenteman en Bolle zich bereid om Polak aan te nemen als pakhuisknecht. Een van de firmanten was namelijk een broer van Emanuels moeder. De jongeman kreeg een proeftijd tot 13 mei 1935. Als hij tot die datum geen nieuwe misdaden zou plegen had hij definitief zijn vrijheid teruggekregen. Amper een maand later, op 28 augustus 1934, verkrachtte en vermoordde Polak echter het 7-jarige meisje Sara Beugeltas.
De affaire leidde tot grote publieke verontwaardiging en massahysterie. De zaak leidde tot pleidooien in de pers waarin castratie van recidiverende, geesteszieke lustmoordenaars werd bepleit. De dader was in dit geval een recidivist die eerder tot terbeschikkingstelling was veroordeeld. Maar omdat J. Sanders, die een psychiatrisch rapport over Polak opstelde, twijfelde of hij hierdoor ongevaarlijk zou worden werd de crimineel uiteindelijk tot levenslang veroordeeld. Polak zou decennialang in de cel blijven. Alhoewel hij van Joodse afkomst was ontsnapte hij tijdens de Tweede Wereldoorlog aan deportatie. In 1957 schreef Polaks broer een brief naar minister-president Willem Drees om gratie voor zijn broer te vragen. Andere levenslang gestraften konden na maximum 20 jaar cel gratie krijgen, maar zelfs na 23 jaar werden Polaks gratieverzoeken altijd afgewezen. Na enige discussie werd op 31 januari 1958 Polaks levenslange straf bij Koninklijk Besluit kwijtgescholden, maar de beslissing hield voornamelijk in dat hij van de gevangenis van Leeuwarden werd overgeplaatst naar de Van der Hoeven Kliniek in Utrecht. Hier kreeg hij extra psychiatrische begeleiding om zijn eventuele terugkeer in de maatschappij voor te bereiden.
In 1963 kreeg Polak last van de bloedsomloop in zijn been. Uiteindelijk moesten zijn beide benen geamputeerd worden. Op 26 juli 1964 overleed Polak uiteindelijk terwijl men nog steeds over zijn eventuele gratie discussieerde.